# Joseph Franz Xaver von Hoppenbichl
Joseph Franz Xaver von Hoppenbichl (* 23. Juli 1721 in Burghausen, Kurfürstentum Bayern; † 28. Januar 1779 ebenda) war ein katholischer Geistlicher und Ökonom.

## Leben
Joseph Franz Xaver von Hoppenbichl war der älteste Sohn von Johann Georg (von) Hoppenbichl (* 27. Januar 1686 in Pfaffenhofen an der Ilm;  † 1747 in Burghausen), Regierungsrat in Burghausen; Erhebung in den Adelsstand 1740. Sein jüngerer Bruder war der Priester Casimir Georg Maria von Hoppenbichl (1733–1772).
Er besuchte das Jesuitenkolleg (heute: Kurfürst-Maximilian-Gymnasium Burghausen), studierte Theologie an der Universität Ingolstadt und promovierte zum Dr. theol.
Er war Benefiziat in Rosenheim, bis er 1757 von Kurfürst Maximilian III. Joseph als Hofkaplan nach München berufen wurde; ab 1759 war er Benefiziat in Altötting.
Er gründete 1765 in Neuötting eine Gesellschaft der Schönen Wissenschaften zu Oettingen am Inn, eine lokale Akademie, die anfänglich die Sprachpflege und die Verbreitung der Wissenschaften betreiben sollte. Weil die Geistlichkeit und die Burghauser Regierung sie als Auswuchs von Freimaurerei und Ketzerei ansah, wurde, auf Anregung des Arztes Johann Martin Strixner (1730–1786) und des Münchner Hofkammerrats Franz Seraph Kohlbrenner die Gesellschaft 1767/1768 in die Confirmierte Landwürthschafts-Societät, die erste Landwirtschaftsgesellschaft des Kurfürstentums umgewandelt, die sich nun im Sinne der Aufklärung für die Förderung von Handel, Gewerbe und Ackerbau, für bessere Gesundheitspflege, und eine Reform des Bildungswesens einsetzte und sich um eine Verbreitung naturwissenschaftlicher Erkenntnisse bemühte.
1769 wurde die Gesellschaft als Churbaierische landwirthschaftliche Gesellschaft in Altötting neu gegründet. Die Statuten wurden vom bayerischen Kurfürsten Maximilian III. Joseph genehmigt. Dies bewirkte, dass die Mitgliederzahl von anfänglich 16 Personen auf über 200 anstieg. Das Präsidentenamt übte Graf von Törring-Gronsfeld aus Winhöring aus, Vizepräsident war Freiherr Leopold von Hartmann und Dr. Joseph Franz Xaver von Hoppenbichl Direktor, die Nachfolger waren Aloys Friedrich Wilhelm Hillesheim und Franz de Paula von Schrank. 1772 erfolgte der Umzug nach Burghausen. Die Tätigkeit der Gesellschaft bestand in erster Linie im Abhalten von jährlich zwei Versammlungen, auf denen fachliche Beiträge vorgetragen wurden, die anschließend gedruckt wurden, ferner wurden aufklärende Fachaufsätze veröffentlicht, zuletzt im Baierisch-oekonomischen Hausvater, dem ersten landwirtschaftlichen Jahrbuch in Bayern, darin fanden sich ein landwirtschaftlicher Kalender mit Ratschlägen für die monatlich wichtigsten Arbeiten, vor allem aber Abhandlungen über die Verwaltung und Wirtschaft. An ihr orientierten sich weitere Ökonomiegesellschaften die gleichzeitig in ganz Europa gegründet wurden. 1778 bestätigte der neue Landesherr Karl Theodor die Churpfalzbaierische Gesellschaft Sittlich- und Landwirthschaftlicher Wissenschaften zu Burghausen. Die Gesellschaft wurde 1802 formell aufgelöst, nachdem sie zuvor immer mehr verfiel, 1810 jedoch bereits als Landwirtschaftlicher Verein neu gegründet und bestand dann bis 1933.
Nach der Aufhebung des Jesuitenordens 1773 hatte er die Stelle des Rektors am Burghauser Lyzeum inne, das von den  Zisterziensern aus dem Kloster Raitenhaslach betrieben wurde.
1777 erbte er die Fideikommisse Ober- und Mitteloffendorf.
Er wurde zum Geheimen Geistlichen Rat ernannt.

### Schriftstellerisches Wirken
Joseph Franz Xaver Hoppenbichl schrieb eine Anzahl geistlicher, biographischer und genealogischer Werke, die aber nur zum Teil gedruckt wurden.

## Mitgliedschaften
- Direktor der Confirmierten Landwürthschafts-Societät (auch Ökonomische Gesellschaft).
- Mitglied der Akademie freier Künste in Augsburg.
- Mitglied der königlich kaiserlichen Gesellschaft des Ackerbaus in Tirol.
- Mitglied der Gesellschaft der Wissenschaften in der Oberlausitz.
- Ehrenmitglied der Bayerischen Akademie der Wissenschaften seit 1776.[4]

## Ehrungen und Auszeichnungen
- Joseph Franz Xaver von Hoppenbichl wurde zum päpstlichen Protonotar ernannt.
- Er wurde zum Ritter des portugiesischen Christus-Ordens ernannt.
- Nach der Familie Hoppenbichl wurde der Hoppenbichlweg in Pfaffenhofen benannt.[5]

## Schriften (Auswahl)
- Der durch Geburt und Tugend zweyfach hohe Tag: oder die Lob- und Ehrenrede auf das glorreiche Vermählungs-Fest Ihrer kaiserlichen Hoheit Josepha der jüngsten Churbaierischen Princessin mit Sr. Majestät dem römischen König Joseph. Burghausen, 1765.
- Rede von dem großen Nutzen eines Landes durch die Wissenschaften. München 1766.
- Die glückselige Vereinbarung der Gelehrtheit mit der Heiligkeit: Lobrede zu Ehren des h. Johann von Kent. Burghausen, 1769.
- Rede von der Liebe des Vaterlandes: welche an dem Höchsterfreulichen Namensfeste Seiner Churfl. Durchleucht in Bajern [et]c. [et]c. abgelesen worden: den 12. Weinmonaths 1770. Burghausen: Klatzinger, 1770.
- Rede von der Erziehung. Burghausen, 1774.
- Baierisch-oekonomischer Hausvater. 1780–1788.[6]